# とびだせ!ぐーちょきぱーてぃー
『とびだせ!ぐーちょきぱーてぃー』は、BS日テレで毎週土曜日の午前10:15 - 10:30に放送されていた、キッズ向け知育バラエティ番組。ひかりTVが制作し、Amazonプライム・ビデオやHuluなどでも配信されている。ひかりTVでの配信が最新作となり、2023年4月からは新シリーズ『あそぼう!ぐーちょきぱーてぃー』が開始となったっが、2023年9月30日に終了した。
ももいろクローバーZが扮するユニット「ももくろちゃんZ」や、ひろみちおにいさん（佐藤弘道）、オリジナルのキャラクターたちが出演する。

## 概要
ももいろクローバーZのメンバー4人が、子どもたちと一緒に遊んで学ぶプロジェクトユニット「ももくろちゃんZ」として、笑顔と元気を全国に届ける番組コンセプトとなっている。歌やダンス、リズムゲームや、クイズ形式で身近なものを当てるコーナー、新感覚のだじゃれ、言葉遊びなど、子どもの好奇心と想像力を刺激する複数のコーナーで1回の放送が構成される。
2017年2月より『ぐーちょきぱーてぃー』として、Huluで配信開始。2019年4月からはひかりTVに配信元を変更し、『とびだせ！ぐーちょきぱーてぃー』に改題。同年10月からBS日テレでの放送を開始。番組のBDとDVDがリリースされており、YouTube公式チャンネルでは「ももくろちゃんZオンライン教室」などのオリジナルコンテンツも配信している。
2021年にはサンリオのキャラクターとのコラボレーションが、番組内で行われた。

### ディスコグラフィー
番組のBD・DVD・CDがEVIL LINE RECORDS（キングレコード）から発売されている。

#### CD
- ぐーちょきぱーてぃー 〜みんなノリノリー！〜（2017年5月3日）
- ぐーちょきぱーてぃー 〜まいにちノリノリー！〜（2017年11月8日）
- ぐーちょきぱーてぃー 〜えがおでノリノリー！〜（2018年7月4日）
- でんでん でんしゃ/こまちっち（2018年10月16日） - ももくろちゃんZ×とれたんず名義
- ぐーちょきぱーてぃー 〜まるごとノリノリー！〜（2019年3月13日）
- ももくろちゃんZ どうようコレクション（2021年5月5日）
- PUI PUI はとまらない（2023年4月26日） - ももくろちゃんZ×PUI PUI モルカー名義

#### 映像作品
- ぐーちょきぱーてぃー Blu-ray & DVD① 〜あきちでうたっておどって、じゃんけん「グー！」〜（2017年11月8日発売、Blu-ray：KIXM-299、DVD：KIBM-685）
- ぐーちょきぱーてぃー Blu-ray & DVD② 〜あきちでうたっておどって、じゃんけん「チョキ！」〜（2018年7月4日発売、Blu-ray：KIXM-329、DVD：KIBM-720）
- ぐーちょきぱーてぃー Blu-ray & DVD③ 〜あきちでうたっておどって、じゃんけん「パー！」〜（2019年3月13日発売、Blu-ray：KIXM-366、DVD：KIBM-779）
- とびだせ！ぐーちょきぱーてぃー Season 1 Blu-ray & DVD（2020年7月29日発売、Blu-ray：KIXM-438、DVD：KIBM-857）
- とびだせ！ぐーちょきぱーてぃー Season 2 Blu-ray & DVD（2021年7月7日発売、Blu-ray：KIXM-460、DVD：KIBM-880）
- とびだせ！ぐーちょきぱーてぃー Season 3 Blu-ray & DVD（2022年8月3日発売、Blu-ray：KIXM-501、DVD：KIBM-916）
- とびだせ！ぐーちょきぱーてぃー Season 4 Blu-ray & DVD（2022年8月9日発売、Blu-ray：KIXM-544、DVD：KIBM-969）

## 主なキャラクター（出演者）
- ももくろちゃんZ（ももいろクローバーZ）
  - おひさまかなこちゃん（百田夏菜子）
  - たんぽぽしおりん（玉井詩織）
  - ぽっぽーあーりん（佐々木彩夏）
  - れいにーれにちゃん（高城れに）
- ひろみちおにいさん／ごまかし仮面（佐藤弘道）
- たにぞう／やってみたいおじさん（谷口國博）
- ウサギのぴょん（上原りさ）
- うしくんとかえるくん（パペットマペット）
- バッドばつ丸
- マイメロディ
- ポムポムプリン
- ハローキティ
- もくもくながのくん（永野）
- ぴーや星人（小島よしお）
- オラキオ
- ダークプリンセスフー／月の魔女（妃海風）
- ジャージ星人（テツandトモ）
- ゲッツ星人（ダンディ坂野）[5]
- ワイルド星人（スギちゃん）[5]
- チーバくん
- ぐんまちゃん
- かながわキンタロウ
- でんさん
- くるん
- ぐーた
- ちょっきー
- ぱむぱむ

### 過去の出演者
- もしもしももかちゃん（有安杏果）[注 2]

### エンディング
以下のオリジナルソングが流れる。
やっぱノリノリー！
通常のエンディングテーマ。子どもたちが踊っている、投稿動画が流れることもある。
ぐーちょきぱー体操
時々このエンディングテーマが流れることがある。動物等の真似をする時には、動物の映像が流れる。「ぐー体操」、「ちょき体操」、「ぱー体操」と分けたバージョンが流れることもある。
ぐーちょきぱーてぃー
この曲も時々エンディングテーマとして流れることがある。最後はももくろちゃんZ（ももいろクローバーZ）がじゃんけんをして番組が終了する。
その日に出演する2人のももくろちゃんZ（ももいろクローバーZ）のメンバーのうち、どちらか1人がお別れの言葉を一言喋って番組終了になる。また、エンディングテーマが流れずにお別れの言葉だけを一言で喋って番組が終了することもある。

## ネット局と放送時間
| 配信先                                                            | 放送時間・配信時間                                                 | 備考 |
| ----------------------------------------------------------------- | ------------------------------------------------------------------ | --- |
| ひかりTVチャンネル（Ch101） ひかりTV for docomo                   | 毎週土曜日昼12時 - ビデオ・オンデマンドでは毎週土曜日朝10時 - 配信 | 2020年4月11日より                                                                                                   |
| Lemino（旧・dTV） ひかりTVチャンネル＋                            | 毎週土曜日昼12時 -                                                 | 2020年4月11日より                                                                                                   |
| BS日テレ                                                          | 毎週土曜日朝10時15分 -                                             | バックナンバー放送。ひかりTVチャンネルより24回遅れ。また、番組を放送しない日もある。2023年9月30日をもって打ち切り。 |
| Hulu                                                              | 毎週火曜日更新                                                     | バックナンバー配信。ひかりTVチャンネルより50回遅れ。                                                                |
| Amazon Prime Video TSUTAYA TV GYAO! DMM.com 動画 ビデオマーケット |                                                                    | 2020年9月23日より                                                                                                   |